# シバノソウ
シバノソウ（1999年7月2日 - ）は、日本のシンガーソングライター。東京都出身。

## 来歴

### 2013年
- 2月、家族が購読していた雑誌「テレビブロス」内の1コーナー、"テレビブロス読者白書 ジョンの出会った読者たち"に掲載されていたジョン・ヒロボルタの電話番号に電話をかけたことをきっかけに"中3ボルタ"としてテレビブロスとの交流が始まる。(当時中学1年生)[1]

### 2014年
- 5月4日、西荻窪Flatにて開催されたテレビブロス主催イベント、"フェスボルタ2014 アーリーサマー"にて"シバノソウ"として初のライブを行う。[2]

### 2015年
- 4月より本格的に音楽活動を開始。オリジナル曲の制作も行い、精力的にライブイベントに出演。路上での弾き語りなども行うようになる。
- 10月16日、「シブカル祭。2015」に出演。[3]
- 11月25日、少女閣下のインターナショナル主催イベント、"福円もち生誕 もちもちおもち福円もちが出来るまで。～18食目～"を区切りに学業への専念の為一度活動を休止。[4]約4ヶ月の休止期間を経て2016年3月23日、新宿motionにて活動を再開する。[5]

### 2016年
- 6月19日、「YATSUI FESTIVAL2016」に出演。[6]
- 12月23日、下北沢SHELTERにて初となる自主企画ライブ"光のなかに立っていてね ～シバノソウの場合～"を開催。同イベント内で、2017年3月30日に渋谷Milkywayにて初のワンマンライブを開催することを発表。

### 2017年
- 1月29日、新宿Naked Loftにて定期トークイベント「シバノソウの考察」を開始。原則毎月最終日曜日にゲストを招いて開催されている。
- 3月30日、渋谷Milkywayにて自身初のワンマンライブ、"シバノソウ初ワンマン＆レコ発ライブ 「非日常に連れてってあげるよ」"を開催。2018年3月15日に高校卒業ライブとして渋谷WWWでワンマンライブを開催することも発表。
- 5月27日、「Shimokitazawa SOUND CRUISING 2017」に出演。[7]また、同イベントのコンピレーションアルバム「Shimokitazawa SOUND CRUISING 2017 compilation」に"スクールフィクション"が収録され、2017年5月21日にはタワーレコード下北沢店にて初のインストアイベントも行った。
- 7月、RO JACK for ROCK IN JAPAN FESTIVAL 2017 にて入賞アーティストに選ばれる。

### 2018年
- 3月15日、高校卒業を記念して渋谷WWWにてワンマンライブ、"シバノソウなりの青春謳歌～良い大人のなり方～"を開催。
- 9月、奥村徹也監督デビュー作「cat fire」にシバノソウ役として出演。

### 2019年
- 5月16日、下北沢SHELTERにて、企画ライブ「シバノソウ presents DIVE」を開催。
- 8月25日、下北沢GARAGEにて、企画ライブ「シバノソウ presents DIVE vol.2」を開催。
- 12月22日、下北沢GARAGEにて、企画ライブ「シバノソウ presents DIVE vol.3」を開催。

### 2020年
- 2月16日、下北沢440にて弾き語りワンマンライブ「ひとり」を開催。
- 6月17日、1stフルアルバム「あこがれ」を発売。本作品より、レーベルが自主レーベルの「ebirecords」に変わる。
- 11月15日、下北沢GARAGEにて、シバノソウのバンド名義でのワンマンライブ、「あこがれの先へ」を開催。

## エピソード・人物
- バリトンサックス奏者の父と元ナゴムギャルの母を持つ。[8]
- 初のライブである2014年5月の「フェスボルタ2014 アーリーサマー」では前の出演者が掟ポルシェ、次の出演者がジョニー大蔵大臣となっており、この2名に挟まれる形でライブデビューを飾る。[2]
- 広い交友関係を持っており、自身の企画やライブでもラッパーのGOMESS、坂口喜咲、笹口騒音、"古都の夕べ"として進行方向別通行区分 田中、西村ひよこちゃん、ぱいぱいでか美、里咲りさ等とコラボレーションを行う。また、定期イベント「シバノソウの考察」でもゲストとのミニライブを行っている。
- ソロ活動初期はエレキギターを使用しての弾き語りをしていたが、後に高校の入学祝いとして購入した"Epiphone Inspired by 1964 Texan"モデルを主に使用したアコースティックギターでのライブを行うようになる。しかし2017年6月にEpiphoneのギターが破損してしまった為、[9]これを期にGibson J-45を購入、[10]同月6日の月見ル君想フでのライブより使用している。[11]

### シバノソウバンド
- 弾き語りを始める以前の活動初期にもバックバンドスタイルでのライブを何度か行っていたが、2016年7月3日に行われたイベント、「シバノソウ生誕祭 "17" ～昼の部 ライブ編～」より"シバノソウバンド"として正式にバンド形態での活動も開始。ギターボーカル：シバノソウ、ギター：リョウ(編曲担当のthat's all folks)、ベース：杵屋玉三郎、ドラム：こいでかつみの4名を基本メンバーとして活動を開始する。
- イベントによってはサポートメンバーとしてメンバーの増員や交代などもあり、2017年3月30日開催の渋谷Milkywayでの1stワンマンライブはギターにリョウとバンド"shuto"の中村もも、ベースに実父の柴野曜、ドラムにバンド"LOOLOWNINGEN & THE FAR EAST IDIOTS"の山本淳平の特別編成で行われた。
- リョウ、杵屋玉三郎、こいでかつみの3人はバンド"ハービバノンノンズ"としても活動しており、シバノソウバンド1stシングル「シバノソウバンドの激情」にはハービバノンノンズの楽曲"ちゃぷちゃぷらららん"のカバーも収録されている。
- 2018年7月15日に渋谷で行われたサーキットイベント"フェスボルタ シー"にてリョウ・杵屋玉三郎・こいでかつみの「シバノソウバンド」は解散宣言。前後・以降のバンド形態でのイベント出演は渋谷WWWのワンマンで結成された「シン・シバノソウバンド」にて行われている。

## 作品

### シングル
| # | 発売日        | タイトル                         | 収録曲 | 備考 |
| - | ------------- | -------------------------------- | --- | --- |
| 1 | 2015年8月23日 | 愛憎？                           | 1. かたよったあい 2. 消えるよ 3. ラブソング 4. 愛憎？ | 作詞・作曲:シバノソウ 編曲:that's all folks 2017年、300枚が完売した為廃盤。 |
| 2 | 2016年7月3日  | 本当はバンドが組みたかった       | 1. intro 2. 本当はバンドが組みたかった 3. 2015 4. ダメな日記 5. オリオン(作曲:that's all folks) 6. harem end. 7. スクールフィクション | 作詞・作曲:シバノソウ 編曲:that's all folks 2017年5月、300枚が完売した為廃盤。 |
| 3 | 2016年11月1日 | スクールフィクション/2015        | 1. スクールフィクション 2. 2015 | 作詞・作曲:シバノソウ 編曲:that's all folks アルバム"本当はバンドが組みたかった"より2曲を完全再録、シングルカット。 |
| 4 | 2017年3月30日 | ポップ、ロック、セブンティーン。 | 1. オレの前前前世 2. カレンダー 3. soda. 4. 別れ話(作曲:that's all folks) 5. 文学的な私、九十九里浜 6. 信号 | 作詞・作曲:シバノソウ 編曲:that's all folks 2017年3月30日に行われたシバノソウ初ワンマン&レコ発ライブにて発売。 |
|   | 2017年3月30日 | シバノソウ 弾き語りデモ          | 1. オレの前前前世 2. カレンダー 3. soda. 4. 別れ話(アカペラ/作曲:that's all folks) 5. 文学的な私、九十九里浜 6. 信号 | 作詞・作曲:シバノソウ 2017年3月30日に行われたシバノソウ初ワンマン前売予約者特典として配布される。 ミニアルバム"ポップ、ロック、セブンティーン"収録曲の弾き語り一発録り音源。                                                |
| 5 | 2017年5月21日 | Re:愛憎？                        | 1. かたよったあい 2. 消えるよ 3. ラブソング 4. 愛憎？ 5. school days◎ | 作詞・作曲・演奏:シバノソウ 2015年に発売された"愛憎？"を弾き語りにて完全再録。 活動初期に歌っていた"school days◎"を加えて発売した。 2017年5月21日に行われたタワーレコード下北沢店でのインストアライブより販売が開始される。 |
| 6 | 2018年2月20日 | 18歳                             | 1. 18歳(作詞・作曲:シバノソウ、編曲:that's all folks) 2. もう忘れたい(作詞:シバノソウ、作曲・編曲:志賀ラミー) 3. 天国(作詞・作曲:シバノソウ、編曲:that's all folks) 4. telepathy(作詞・作曲:シバノソウ)                                                                           | タワーレコード渋谷店にて店頭限定販売。 |
| 7 | 2018年2月28日 | 泣き疲れて朝が来る               | 1. 泣き疲れて朝が来る(作詞・作曲:シバノソウ) 2. 天井(作詞・作曲:シバノソウ) 3. 青がにじむ頃(作詞・作曲:中村もも) 4. ミドルオブ(作詞：西ヶ谷源市、作曲:that's all folks/that's all folksカバー) 5. End of Summer(作詞・作曲:シバノソウ、編曲：that's all folks)                    | |
| 8 | 2018年9月12日 | EVERGREEN                        | 1. EVERGREEN(作詞・作曲:シバノソウ、編曲：ヤブユウタ) 2. 青がにじむ頃(作詞・作曲・編曲:中村もも) 3. スクールフィクション(作詞・作曲:シバノソウ、編曲：that's all folks) 4. 18歳(作詞・作曲:シバノソウ、編曲：that's all folks) 5. 毎日が夏休み(作詞・作曲:シバノソウ、編曲：菅梓) | タワーレコード渋谷店及びオンラインにて販売。 CD-Rではなくプレス盤での作品となる。 |

### EP
| # | 発売日        | タイトル            | 収録曲                                                             | 備考                                 |
| - | ------------- | ------------------- | ------------------------------------------------------------------ | ------------------------------------ |
| 1 | 2020年9月18日 | 夏で待ってて        | 1. 夏で待ってて 2. 9月になる瞬間 3. カーテン・コール 4. 冷めない夜 | 自主レーベル「ebirecords」より発売。 |
| 2 | 2020年9月18日 | 夏で待ってて part.2 | 1. 夏で待っててpart.2 2. 街について(プールと銃口カバー)            | 自主レーベル「ebirecords」より発売。 |

### ミニアルバム
| # | 発売日        | タイトル | 収録曲                                                                    | 備考                                 |
| - | ------------- | -------- | ------------------------------------------------------------------------- | ------------------------------------ |
| 1 | 2022年3月16日 | これから | 1. 閃光のような人 2. 愛を祈らないで 3. ひとり 4. 夜長 5. ささくれ 6. 21歳 | 自主レーベル「ebirecords」より発売。 |

### フルアルバム
| # | 発売日        | タイトル | 収録曲 | 備考                                 |
| - | ------------- | -------- | --- | ------------------------------------ |
| 1 | 2020年6月17日 | あこがれ | 1. 泳いでく 2. 3月 3. あの夏の少女 4. water 5. インターチェンジ 6. 世界が終わったら 7. 散々泣いた僕らは 8. 彼岸花が咲く季節 9. 明晰夢 10. あこがれの先へ 11. モラトリアム・ナインティーン | 自主レーベル「ebirecords」より発売。 |

### シバノソウバンド名義
| # | 発売日        | タイトル               | 収録曲 | 備考                                          |
| - | ------------- | ---------------------- | --- | --------------------------------------------- |
| 1 | 2016年6月17日 | シバノソウバンドの激情 | 1. 本当はバンドが組みたかった 2. かたよったあい 3. 非日常に生きる彼女 4. ちゃぷちゃぷらららん（ハービバノンノンズカバー） | 作詞・作曲:tr.1～3 シバノソウ/tr.4 杵屋玉三郎 |

### コラボ作品
| # | 発売日         | タイトル                   | 収録曲 | 備考 |
| - | -------------- | -------------------------- | --- | --- |
| 1 | 2017年4月22日  | 古都の夕べ×シバノソウ      | 全8トラック収録(曲名不明) | 作詞・作曲:古都の夕べ ボーカル：シバノソウ 2017年4月22日、下北沢THREEにて行われたイベント"VINYL with RIOT!"にて古都の夕べゲストボーカルとして出演。 会場にてアルバムも発売され、同日に完売。 |
| 2 | 2017年4月30日  | 非日常に連れてってあげるよ | 1. 非日常に連れてってあげるよ(トラック：ハザマリツシ/作詞：シバノソウ) 2. カタカナオレラ(トラック：ハザマリツシ/作詞：シバノソウ・ハザマリツシ) 3. ニットのワンピ(作詞・作曲：シバノソウ) 4. オレの前前前世(ハザマリツシremix)                                         | シンガーソングライター、ハザマリツシとのコラボ曲を収録。 |
| 3 | 2017年12月31日 | アイドル/海がきこえる      | 1. アイドル(作詞作曲：シバノソウ/編曲：that's all folks/ゲストボーカル:須崎萌花(RYUKYU IDOL)) 2. 海がきこえる(作詞作曲：笹口騒音/演奏：笹口騒音オーケストラ) 3. 放課後失踪クラブ(作詞作曲：笹口騒音/編曲：笹口騒音) 4. 散々泣いた僕らは(作詞：村井隆文/作曲：FILMREEL) | RYUKYU IDOLメンバー須崎萌花、笹口騒音、バンドFILMREELとのコラボCD。 |

### コンピレーション
- Shimokitazawa SOUND CRUISING 2017 compilation（2017年5月20日）

再録シングル版「スクールフィクション」収録。
- フェスボルタ・ナウ(2018年2月28日)

「かたよったあい」「DEATH WORD」「フェスボルタのテーマ」の3曲を収録。
- LUCKY IN THE HOUSE(2020年4月28日)

川嶋志乃舞プロジェクト「LUCKY IN THE HOUSE」に参加。
- Total Feedback 2022(2022年6月22日)

「使い道のない風景」収録。

### 映像作品
- 自主制作映画「世界が終わったら」(2023年4月)

柴野惣名義にて、早稲田大学映画研究会で制作。2023年4月1日に新宿ROCK CAFE LOFTにて上映イベントを開催。

### 楽曲提供
- SUMMER ROCKET「さよなら世界」

作詞作曲を担当。
- 古川すい「みずいろのゆめ」

作詞作曲を担当。

## ライブ

### 主催・企画

#### 2016年
- シバノソウ生誕祭 "17" ～昼の部 ライブ編～(2016年7月3日、新宿MARZ)
- シバノソウ生誕祭”17″～夜の部 フェスボルタ×トーク編～(2016年7月3日、阿佐ヶ谷LOFT A)
- シバノソウ自主企画 光のなかに立っていてね ～シバノソウの場合～(2016年12月23日、下北沢SHELTER)

#### 2018年
- シバノソウ自主企画 光のなかに立っていてね vol.2(2018年1月27日、下北沢SHELTER)

#### 2019年
- シバノソウvsカレーちゃん カレー対決!!(2019年4月20日、下北沢モナレコード)
- イナダミホ×シバノソウ 無力無善寺(2019年9月9日、無力無善寺)

#### 2020年
- とっても楽しいよ！～シバノソウ vs that’s all folks　秋の陣～(2020年10月16日、下北沢ろくでもない夜)

#### 2021年
- シバノソウのカレーだけ作る日(2021年10月2日、下北沢モナレコード)
- the still×シバノソウのバンド共同企画「9月になる前に」(2021年11月13日、下北沢GARAGE)

#### 2023年
- シバノソウ初監督作品「世界が終わったら」上映＋公開反省会(2023年4月1日、ROCK CAFE LOFT)

### ワンマンライブ
- シバノソウ初ワンマン＆レコ発ライブ 「非日常に連れてってあげるよ」(2017年3月30日、渋谷Milkyway)
- シバノソウワンマンライブ「シバノソウなりの青春謳歌～良い大人のなり方～」(2018年3月15日、渋谷WWW)
- とっても楽しいよ！シバノソウとthat’s all folksの初ワンマン(2019年9月15日、恵比寿天窓switch.)
- シバノソウ弾き語りワンマンライブ「ひとり」(2020年2月16日、下北沢440)
- シバノソウのバンド ワンマンライブ「あこがれの先へ」(2020年11月15日、下北沢GARAGE)
- yamiyo no ongaku #32(2021年6月4日、ROCK CAFE LOFT)
- ebi records決起集会ワンマンライブ 「ひとり」(2021年7月3日、下北沢モナレコード)
- yamiyo no ongaku #39(2021年7月14日、ROCK CAFE LOFT)

### 定期イベント

#### junction
- junction vol.1(2023年5月28日、下北沢THREE、ゲスト：The Bagpipes、Khaki)
- junction vol.2(2023年7月2日、下北沢THREE、ゲスト：宇宙団、年齢バンド)

#### DIVE
- シバノソウ presents DIVE vol.1(2019年5月16日、下北沢SHELTER、ゲスト：今川宇宙の夢日記、Ri Ri Riligion)
- シバノソウ presents DIVE vol.2(2019年8月25日、下北沢GARAGE、ゲスト：SOLEIL)
- シバノソウ presents DIVE vol.3(2019年12月22日、下北沢GARAGE、ゲスト：swimews、古都の夕べ)

#### mona records×シバノソウ企画「カレーの日」
- mona records×シバノソウ企画「カレーの日vol.1」(2021年1月24日、ゲスト:ごいちー、グデイ)
- mona records×シバノソウ企画「カレーの日vol.2」(2021年2月23日、ゲスト:yumegiwa last girl、963)
- mona records×シバノソウ企画「カレーの日vol.3」(2021年4月3日、ゲスト:南端まいな)
- mona records×シバノソウ企画「カレーの日vol.4」(2021年6月5日、ゲスト:wachowski Acoustic set)
- mona records×シバノソウ企画「カレーの日vol.5」(2021年8月7日、ゲスト:脇田もなり)
- mona records×シバノソウ企画「カレーの日vol.6」(2021年9月4日、ゲスト:かねこきわの)
- mona records×シバノソウ企画「カレーの日vol.7」(2021年10月2日、ゲスト:透明写真)
- mona records×シバノソウ企画「カレーの日vol.8」(2021年11月3日、ゲスト:KOSAME)
- mona records×シバノソウ企画「カレーの日vol.9」(2022年1月15日、ゲスト:りりかる＊ことぱぉ)

#### シバノソウとミ米ミのカレー研究所
- シバノソウとミ米ミのカレー研究所(2021年2月15日、ROCK CAFE　LOFT)
- シバノソウとミ米ミのカレー研究所 #2(2021年3月25日、ROCK CAFE LOFT、ゲスト：出雲にっき)
- シバノソウとミ米ミのカレー研究所 #3(2021年8月27日、ROCK CAFE LOFT、ゲスト：カノサレ えり)

#### シバノソウの考察
- シバノソウの考察 (Naked Loft 及び ROCK CAFE LOFT)
  - vol.1 ゲスト：あたそ (2017年1月29日開催)
  - vol.2 ゲスト：小鳥こたお (2017年2月26日開催)
  - vol.3 ゲスト：岸田メル (2017年3月26日開催)
  - vol.4 ゲスト：ぱいぱいでか美 (2017年4月30日開催)
  - vol.5 ゲスト：紺野ぶるま (2017年5月28日開催)
  - vol.6 ゲスト：姫乃たま、吉田豪 (2017年7月2日開催)
  - vol.7 ゲスト：今川宇宙 (2017年8月27日開催)
  - vol.8 ゲスト：ほげちゃん (2017年9月24日開催)
  - vol.9 ゲスト：松永天馬 (2017年10月29日開催)
  - vol.10 ゲスト：戸田真琴 (2017年11月20日開催)
  - vol.11 ゲスト：牛乳寒天なつみん (2017年12月31日開催)
  - vol.13 ゲスト：みてぃふぉ (2018年2月22日開催)
  - vol.14 ゲスト：白幡いちほ (2018年3月20日開催)
  - vol.15 ゲスト：大島智子 (2018年4月27日開催)
  - vol.16 ゲスト：ふせでぃ (2018年5月28日開催)
  - vol.17 ゲスト：戦慄かなの (2018年7月1日開催)
  - vol.18 ゲスト：無し (DJスタイル)
  - vol.19 ゲスト：ろるらり (2018年9月30日開催)
  - vol.20 ゲスト：南波一海 (2018年10月28日開催)
  - vol.21 ゲスト：レナ（ex. バニラビーンズ）(2018年11月25日開催)
  - vol.22 ゲスト：しらい (2018年12月30日開催)
  - vol.23 ゲスト：ブラジル（禁断の多数決 / MIGMA SHELTER）(2019年1月28日開催)
  - vol.24 ゲスト：みさつん（ハレトキドキ） (2019年2月17日開催)
  - vol.25 ゲスト：大谷雅恵（ex.メロン記念日） (2019年3月31日開催)
  - vol.26 ゲスト：Seuta.Y（tipToe.元現場マネージャー）(2019年4月28日開催)
  - vol.27 ゲスト：yomi (2019年5月26日開催)
  - vol.28 ゲスト：吉田豪 (2019年7月7日開催〜シバノソウ生誕祭特別編〜)
  - vol.29 ゲスト：高山洋平（株式会社おくりバント社長）(2019年8月22日開催)
  - vol.30 ゲスト：セルラ伊藤（絶対忘れるな）(2019年9月28日開催)
  - vol.31 ゲスト：野々原なずな（AV女優/漫画家）(2019年10月27日開催)
  - vol.32 ゲスト：藤城アンナ (2020年1月17日オールナイト開催)
  - vol.33 ゲスト：あくちゃん（FRUN FRIN FRIENDS） (2020年3月31日オンライン開催)
  - vol.34 ゲスト：ゑりかちゃんべいびー（APOKALIPPPS/THECROW） (2020年8月27日オンライン開催)
  - vol.40 ゲスト：南波一海（2021年6月14日）
  - vol.41 ゲスト：塚本舞(2021年7月31日)
  - vol.42 ゲスト：間宮まに(2021年10月27日)

## 出演

### 映像作品
- シバノソウ×笹口騒音オーケストラ「海がきこえる」MV(2017年12月23日)
- 奥村徹也×狐火「cat fire」(2018年9月、本人役で出演)
- 首藤凜「I wanna be your cat」(2019年2月、歌唱出演)

### インターネット放送
- TOKYOアーティスト女子（2018年9月9日、FRESH LIVE）

### ラジオ
- 渋谷のラジオ（2016年4月7日・4月15日、渋谷のラジオ）
- 金曜ブラボー。（2018年8月31日、ニッポン放送）
- 60TRY部（2018年9月6日、ラジオ日本）
- 劇団サンバカーニバル（2018年9月15日、FM FUJI）

### 雑誌・書籍
- IDOL FILE Vol.03（2017年5月26日）
- Rocket vol.7(2017年7月1日、インタビュー掲載)
- テレビブロス 総集編特大号(2020年4月24日、コラム掲載)
- MUSIC MAGAZINE 2020年7月号(2020年6月19日、インタビュー掲載)